# Natalija Burdejna
Natalija Andrijiwna Burdejna (ukrainisch Наталія Андріївна Бурдейна, engl. Transkription Nataliya Burdeyna; * 30. Januar 1974 in Odessa, Ukrainische SSR) ist eine ukrainische Bogenschützin, die 2000 eine olympische Medaille gewann.
Natalija Burdejna belegte in der Einzelkonkurrenz bei den Olympischen Spielen 2000 in Sydney den 17. Platz. Im Mannschaftswettbewerb erreichten die Ukrainerinnen das Finale und verloren dort gegen die Südkoreanerinnen. Bei den Weltmeisterschaften 2003 in New York City gewann Burdejna mit der ukrainischen Mannschaft Bronze. Bei den Olympischen Spielen 2004 in Athen schied Burdejna im Einzelwettbewerb aus und belegte den 55. Platz. Im Mannschaftswettbewerb erreichte sie mit ihren Teamkolleginnen den sechsten Platz. Bei den Weltmeisterschaften 2005 in Madrid stand sie mit der ukrainischen Mannschaft im Finale, wo sie erneut den Südkoreanerinnen unterlagen. Im gleichen Jahr wurde sie in Aalborg Hallenweltmeisterin im Einzel.